# Chicago blues
Chicago blues é uma forma de música blues que foi criada em Chicago com a adição de instrumentos elétricos, bateria, piano, baixo e algumas vezes saxofone ao estilo básico de cordas/gaita do Delta blues. Este estilo desenvolveu-se principalmente como consequência da "Grande Migração" de trabalhadores negros pobres do sul dos Estados Unidos para as cidades ricas do norte, Chicago em particular, na primeira metade do século XX.

## Principais artistas
- B.B. King
- Big Maceo Merriweather
- Big Walter Horton
- Billy Boy Arnold
- Billy Branch
- Bo Diddley
- Buddy Guy
- Champion Jack Dupree
- Charlie Musselwhite
- Earl Hooker
- Elmore James
- Freddie King
- Hound Dog Taylor
- Howlin' Wolf
- J. B. Hutto
- J. B. Lenoir
- Jimmy Cotton
- Jimmy Dawkins
- Jimmy Rogers
- John Brim
- John Primer
- Johnny Shines
- Johnny Young
- Junior Wells
- Kansas Joe McCoy
- Koko Taylor
- Kokomo Arnold
- Little Walter
- Lonnie Brooks
- Luther Allison
- Magic Sam
- Magic Slim
- Mighty Joe Young
- Muddy Waters
- Otis Rush
- Otis Spann
- Papa Charlie McCoy
- Paul Butterfield
- Robert Lockwood Jr.
- Robert Nighthawk
- Snooky Pryor
- Son Seals
- Sonny Boy Williamson
- Willie Dixon